# La Vérité (roman)
Pour les articles homonymes, voir La Vérité.
La Vérité est le vingt-sixième livre des Annales du Disque-monde de Terry Pratchett.
L'œuvre originale a été publiée en 2000 sous le titre The Truth. La traduction française est de Patrick Couton.
Le livre traite de la presse en général et notamment de l'opposition entre le journalisme politique et la presse poubelle. L'action se déroule à Ankh-Morpork où Guillaume des Mots, homme de lettres, rencontre le nain Bonnemont, qui y implante l'imprimerie typographique. Il en résulte la création du premier journal d'Ankh-Morpork, ayant pour titre Le Disque-Monde.

## Résumé
Guillaume des Mots, jeune noble ayant rompu les liens avec sa riche famille, gagne sa vie à Ankh-Morpork en envoyant des nouvelles régulières sur la vie de la cité à différents correspondants. Mais en allant faire graver son bulletin mensuel, il est percuté par la presse créée par le nain Bonnemont. En guise d'excuse pour l'avoir renversé, le nain utilise la presse pour imprimer le bulletin, en plus d'exemplaires que prévu. Désœuvré, Guillaume reste alors à observer le fonctionnement de la presse, et étant spectateur de la visite du seigneur Vétérini à la presse, il se retrouve responsable du projet auprès de lui.
Le principe de l'imprimerie peine à se développer à Ankh-Morpork, du fait d'une vive opposition de différents personnages (les mages, les religions et la guilde des Graveurs). Le soutien du seigneur Vétérini empêchant les premiers d'agir officiellement, Guillaume des Mots trouve avec l'aide des nains un moyen de rentabiliser la presse en imprimant le premier journal d'Ankh-Morpork, Le Disque-Monde. Connaissant un vif succès, surtout la rubrique sur les légumes rigolos, le journal s'attirera les foudres de la guilde des Graveurs qui tentera de les faire chanter pour obtenir leur disparition puis, n'y arrivant pas, créera un journal concurrent pour tenter de les faire couler.
Dans le même temps, un complot semble se tramer. Le seigneur Vétérini est arrêté pour avoir tenté de tuer son secrétaire et de s'enfuir avec une forte somme d'argent. Il s'agit d'un coup monté organisé par un groupe connu sous le nom de la « Nouvelle Organisation », agissant sous les ordres d'un « Comité de désélection du Patricien » anonyme. Mais ils laissent s'échapper un témoin, le terrier Karlou, chien du seigneur Vétérini, et qui peut être reconnu comme un témoin valide au tribunal s'il parle avec l'aide d'un loup-garou servant d'interprète.
Très vite, Guillaume des Mots a des doutes au sujet de cette affaire et de la culpabilité du patricien. Avec l'aide de ses nouveaux collaborateurs, Sacharissa Crisploquet la journaliste et Otto Chriek le vampire photographe, il se lance dans la course pour retrouver le terrier – une course dans laquelle le guet d'Ankh-Morpork et la Nouvelle Organisation sont déjà en lice. Après de nombreuses difficultés, il parvient à retrouver le chien et à apprendre une part importante de ce qui s'est réellement produit.
Les derniers indices lui seront fournis par l'attaque de la Nouvelle Organisation. Après une première visite au journal pour tenter d'enlever le chien, les criminels tentent de se venger mais se retrouvent coincés dans la cave du local pendant qu'un incendie ravage le rez-de-chaussée. L'un des membres de l'organisation rencontra ainsi le Mort, tandis que l'autre sera tué par Guillaume des Mots lorsqu'il tentera de l'abattre. Dans leurs poches, un démon enregistreur leur apprend tout ce qu'il leur manquait.
Le journaliste décide alors de publier un long article démontrant l'innocence du patricien et exposant tout le complot, mais de ne fournir aucun nom. Il va ensuite aller affronter le comité de désélection du patricien, dont le principal membre n'est autre que son propre père, le seigneur des Mots. Avec l'aide d'Otto, il parviendra à le menacer de dévoiler les informations restantes et en particulier sa propre participation s'il ne s'exile pas hors de la ville.
Enfin, le seigneur Vétérini est libéré, et Guillaume des Mots se fait de nombreuses réflexions sur le pouvoir de la presse libre qui est accepté, même si elle n'est pas bienvenue, par les différents officiels de la ville. Alors qu'il part manger avec Sacharissa, ceux-ci sont témoins d'un incident en ville. Ils s'aperçoivent que l'information ne s'arrête jamais.